# Hidrocarbură

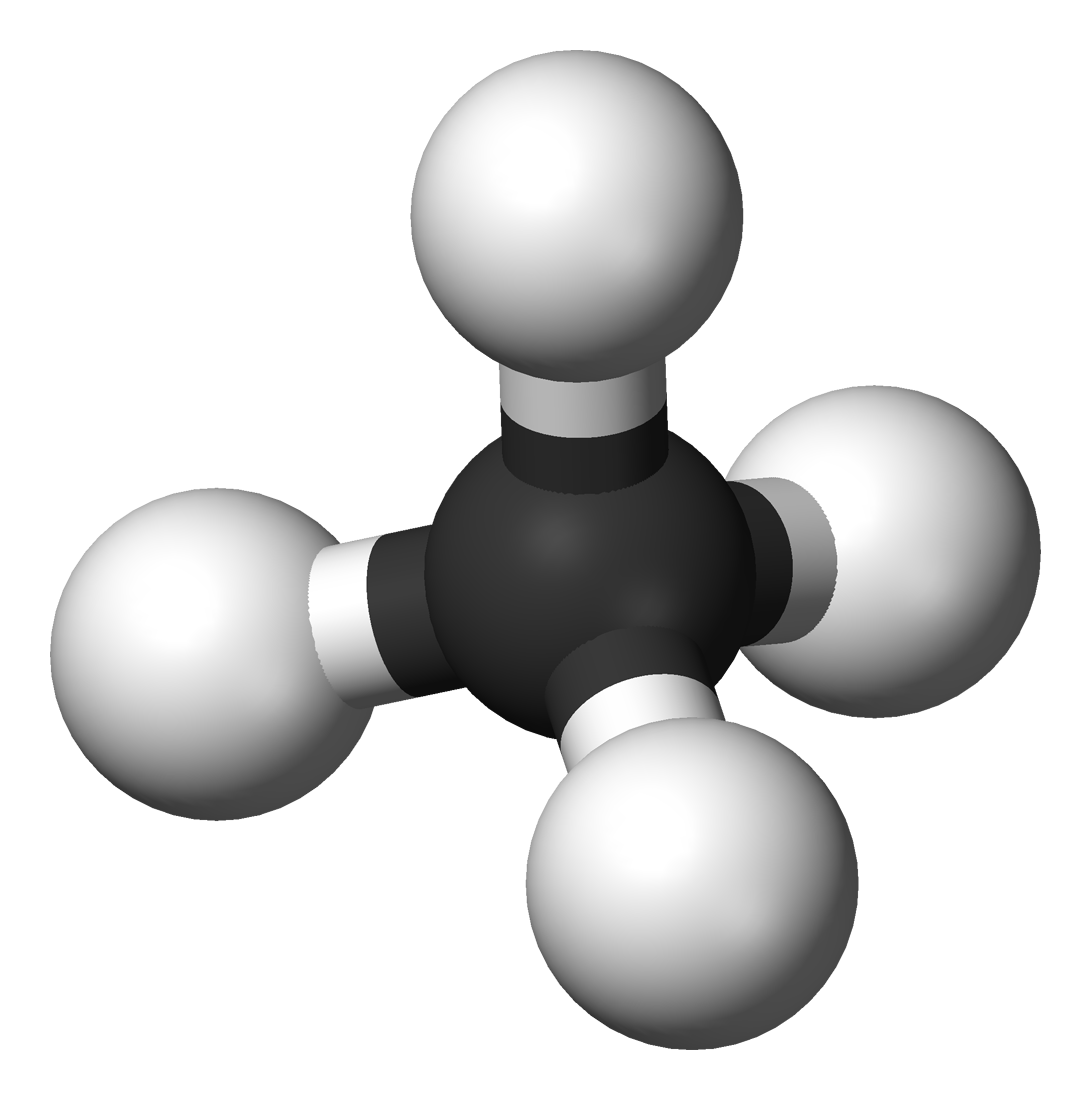
Structură tridimensională a unei molecule de metan (CH_{4}), care face parte din clasa alcanilor și este cea mai simplă hidrocarbură.

Hidrocarburile sunt compuși organici în ale căror molecule se regăsesc doar atomi de carbon și de hidrogen.:620 Acestea conțin un schelet format din atomi de carbon - numit catenă, legați între ei prin legături simple, duble sau triple, legăturile rămase fiind ocupate de atomi de hidrogen. În general, hidrocarburile sunt combustibili.
Prin sisteme de hidrocarburi se înțelege amestecul de hidrocarburi, heterohidrocarburi, inclusiv impuritățile, cu excepția apei.
Se cunosc azi peste 30000 de hidrocarburi clasificate în mai multe clase, după principalele lor caracteristici.

## Tipuri de hidrocarburi
Așa cum este definit de nomenclatura IUPAC a chimiei organice, clasificările pentru hidrocarburi sunt:
1. Hidrocarburile saturate sunt cele mai simple dintre speciile de hidrocarburi. Sunt compuse în întregime din legături simple și sunt saturate cu atomi de hidrogen. Formula pentru hidrocarburi saturate aciclice (adică alcani) este 2CnH2n+2.[1]:623 Cea mai generală formă de hidrocarburi saturate este CnH2n+2(1-r), unde r este numărul de inele. Cei cu exact un inel sunt cicloalcanii. Hidrocarburile saturate sunt baza combustibililor petrolieri și se găsesc fie ca specii liniare, fie ramificate. Reacția de substituție este proprietatea caracteristicilor acestora (cum ar fi reacția de clorare pentru a forma cloroform). Hidrocarburi cu aceeași formulă moleculară, dar diferite formule structurale se numesc izomeri structurali.[1]:625 Așa cum este prezentat în exemplul de 3-metilhexan și omologii săi superiori, hidrocarburile ramificate pot fi chirale.[1]:627 Hidrocarburi saturate chirale constituie lanțuri laterale de biomolecule precum clorofila și tocoferolul.[2]
2. Hidrocarburi nesaturate au una sau mai multe legături duble sau triple între atomii de carbon. Cei cu legătură dublă se numesc alchene și au formula CnH2n (presupunând structuri non-ciclice).[1]:628 Cei care conțin legături triple se numesc alchine și au formula CnH2n−2.[1]:631
3. Hidrocarburile aromatice, cunoscute și sub numele de arene, sunt hidrocarburi care au cel puțin un inel aromatic.

Hidrocarburile pot fi gaze (de exemplu, metan și propan), lichide (de exemplu hexan și benzen), ceară sau solide cu topire scăzută (de exemplu ceară de parafină și naftalină) sau polimeri (de exemplu, polietilenă, polipropilenă și polistiren).

### Hidrocarburi simple și variațiile acestora
| Număr de atomi de carbon | Alcan (Legătură simplă) | Alchenă (Legătură dublă) | Alchină (Legătură triplă) | Cicloalcan   | Alcadienă               |
| ------------------------ | ----------------------- | ------------------------ | ------------------------- | ------------ | ----------------------- |
| 1                        | Metan                   | —                        | —                         | —            | —                       |
| 2                        | Etan                    | Etenă (etilenă)          | Etină (acetilenă)         | —            | —                       |
| 3                        | Propan                  | Propenă (propilenă)      | Propină (metilacetilenă)  | Ciclopropan  | Propadienă (alenă)      |
| 4                        | Butan                   | Butenă (butilen)         | Butină                    | Ciclobutan   | Butadiene               |
| 5                        | Pentan                  | Pentenă                  | Pentină                   | Ciclopentan  | Pentadienă (piperilena) |
| 6                        | Hexan                   | Hexenă                   | Hexină                    | Ciclohexan   | Hexadienă               |
| 7                        | Heptan                  | Heptenă                  | Heptină                   | Cicloheptan  | Heptadienă              |
| 8                        | Octan                   | Octenă                   | Octină                    | Ciclooctan   | Octadienă               |
| 9                        | Nonan                   | Nonenă                   | Nonină                    | Ciclononan   | Nonadienă               |
| 10                       | Decan                   | Decenă                   | Decină                    | Ciclodecan   | Decadienă               |
| 11                       | Undecan                 | Undecenă                 | Undecină                  | Cicloundecan | Undecadienă             |
| 12                       | Dodecan                 | Dodecenă                 | Dodecină                  | Ciclododecan | Dodecadienă             |

## Clasificare
Clasificarea hidrocarburilor din sistemele naturale:
alcani si cicloalcani (ambele sunt hidrocarburi saturate); hidrocarburi aromatice (nesaturate); compusi cu oxigen (sunt alcatuiti din substante cu caracter acid: acizi naftinici, acizi grasi etc.); compusi cu sulf (hidrogenul sulfurat este prezent in gaze, iar sulfurile acidice si bisulfurile sunt prezente in titei); compusii cu azot (porfirinele - constituie dovada originii petrolului); compusi cu caracter asfaltic (constau in rasini, asfaltene, carbene, etc.); rasini (au densitatea apropiata de cea a apei, vascozitate mare si sunt solubile in hidrocarburi mai usoare decat ele); acizi asfaltogenici (sunt asemanatori rasinilor si sunt solubili in alcool etilic); asfaltene (au culoarea neagra, consistenta solida si sunt solubile in solventi aromatici si cu halogenati).

## Legături externe
- Francis A. Carey. „Hydrocarbon”. Encyclopædia Britannica.
- The Methane Molecule
- Encyclopedia of Hydrocarbons